# Гельсінський процес
Ге́льсінський проце́с — неофіційне позначення правозахисної діяльності, початої в рамках НБСЄ. Термін походить від Гельсінського заключного акту 1975 року, який визначав принципи діяльності НБСЄ. Після підписання Гельсінського акту і почалася правозахисна діяльність на теренах колишнього СРСР.